# Galeria Nacional de Arte Moderna e Contemporânea
A Galeria Nacional de Arte Moderna e Contemporânea (Galleria Nazionale d'Arte Moderna e Contemporanea) é um museu italiano localizado em Roma.

## História
Foi fundada em 1883 e é dedicada principalmente à arte da Itália dos séculos XIX a XXI, mas também possui uma seção de arte internacional, e o acervo é ampliado constantemente através de doações e aquisições em grandes exposições e bienais. A partir da década de 1970 começou a se projetar internacionalmente organizando exposições de Picasso, Mondrian, Modigliani e outros grandes nomes. 
"O edifício atual, Palazzo delle Belle Arti (Palácio das Belas Artes) na Via delle Belle Arti, 113 (perto do Museu Nacional Etrusco), foi desenhado pelo proeminente arquiteto italiano Cesare Bazzani. Foi concluída entre 1911 e 1915. A fachada apresenta frisos arquitetônicos pelos escultores Ermenegildo Luppi, Adolfo Laurenti e Giovanni Prini, com quatro figuras de Fame que guardam grinaldas de bronze, esculpidas por Adolfo Pantaresi e Albino Candoni.
O museu foi ampliado por Bazzani em 1934 e novamente em 2000 pelos arquitetos Diener & Diener." 

## O museu

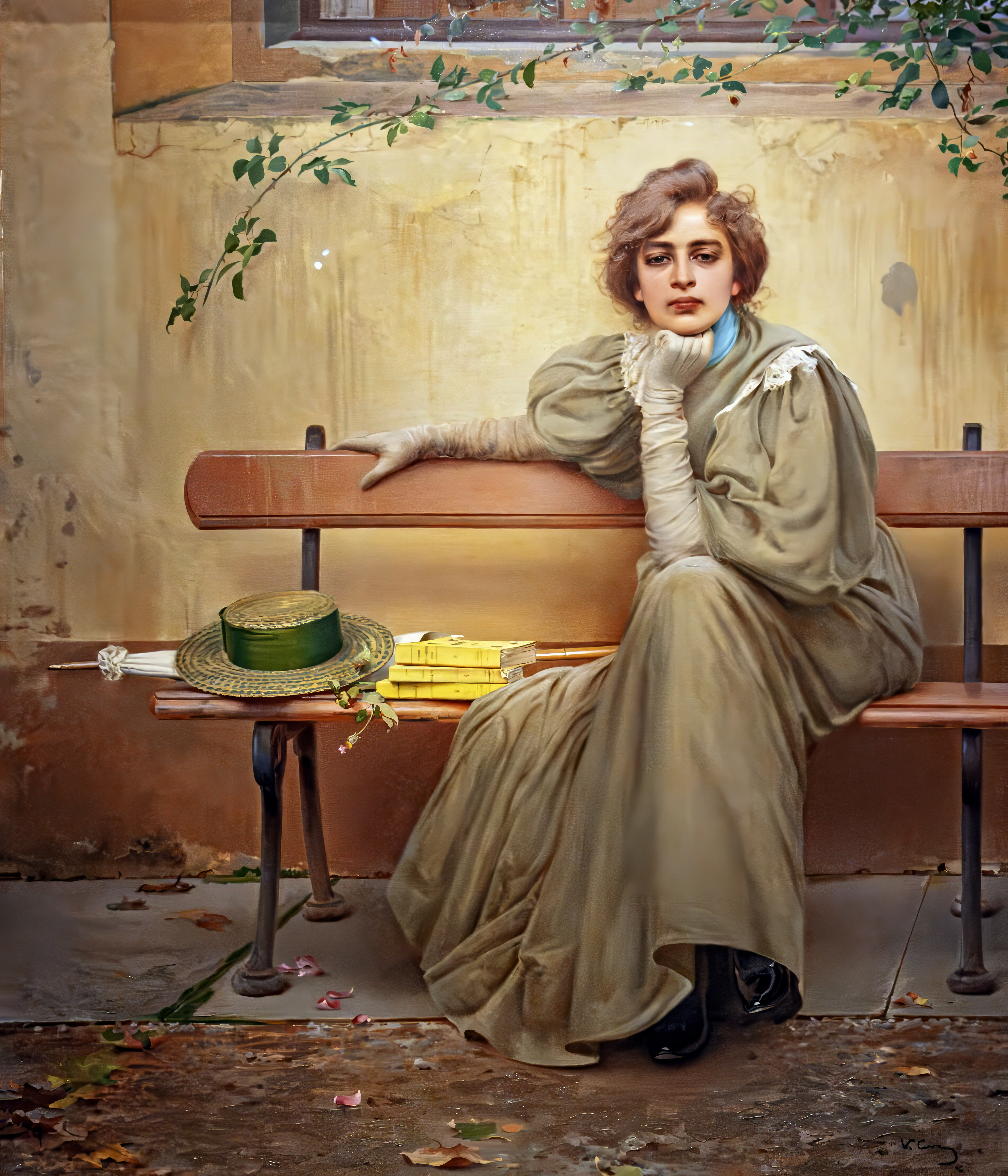
Dreams (Sonhos), pintada por Vittorio Matteo Corcos

Seu acervo inclui obras-primas de Giacomo Balla, Giorgio de Chirico, Alexander Calder, Paul Cézanne, Marcel Duchamp, Alberto Giacometti, Georges Braque, Edgar Degas, Wassily Kandinsky, Piet Mondrian, Claude Monet, Jackson Pollock, Auguste Rodin, Vincent van Gogh e Yves Klein, entre outros mestres.
São parte da Galeria: o Museo Hendrik C. Andersen, o Museo Boncompagni Ludovisi per le arti decorative, a “Raccolta Manzù”, o Museo Mario Praz.